# Little Finborough
Little Finborough is een civil parish in het bestuurlijke gebied Mid Suffolk, in het Engelse graafschap Suffolk. In 2001 telde het civil parish 51 inwoners.